# Nomada corvallisensis
Nomada corvallisensis är en biart som beskrevs av Cockerell 1903. Nomada corvallisensis ingår i släktet gökbin, och familjen långtungebin. Inga underarter finns listade i Catalogue of Life.